# Isabel Donet i Sànchez
Isabel Donet i Sànchez (Benigànim, La Vall d'Albaida, 24 de juny de 1960) és una periodista i escriptora valenciana.
Entre 1989 i 2013 va ser redactora a la ràdio i la televisió de RTVV. Posteriorment, articulista en diversos mitjans, també ha estat col·laboradora al setmanari Aplausos i la revista Cuadernos de Farmacia.
És autora de diverses publicacions editorials com Picanya Solidària (Ajuntament de Picanya) i Dando la Cara (Diputació de València). El 2018 va publicar De l'erm al verd. Crònica del canvi polític valencià. Editorial L'Eixam. El llibre tracta del pòsit del moviment dels indignats del 15M i el bipartidisme.
Va rebre el Premi Literari de Narrativa de Dones de la Generalitat Valenciana en la XVII Edició. El 2022 va rebre el premi de narrativa curta Carolina Planells de Paiporta dedicat a la lluita contra la violència de gènere.